# Museo Nacional del Petróleo
El Museo Nacional del Petróleo es un museo argentino ubicado en el barrio General Mosconi, Comodoro Rivadavia, provincia del Chubut. Es considerado como un Museo de Sitio, ya que fue construido por YPF, en torno al histórico Pozo N.º 2, del 13 de diciembre de 1907, el cual surgiera el primer chorro de petróleo estatal.
Es administrado por la Universidad Nacional de la Patagonia San Juan Bosco y abrió sus puertas el 13 de diciembre de 1987. La colección del museo, está conformada por material proveniente de donaciones, recolección de diversos objetos de YPF, y también de donaciones de vecinos y trabajadores de la empresa.

## Historia
En sus inicios, el museo funcionaba como una dependencia de YPF, bajo la dirección de Humberto Beghin, hijo de uno de los pioneros de la actividad.
En la década de 1980, YPF decidió crear un museo para mostrar la historia de la empresa. El 26 de mayo de 1987, YPF dictó la Resolución N.º 344, que permitió la creación del museo en la ciudad de Comodoro Rivadavia. Finalmente, abrió sus puertas el 13 de diciembre de 1987. En un principio la ex empresa estatal ideó el museo orientado para el personal técnico de YPF. No obstante, su propuesta terminó siendo pública con guías especializados, simuladores interactivos e infografías, el espacio permite comprender cómo se forma el petróleo, cómo se extrae y cuáles son sus derivados. 
En 1992 la última presencia de YPF en el predio del museo cerró sus puertas en el marco del proceso de privatización de la empresa estatal.
El 11 de agosto de 1993, es transferido a la Universidad Nacional de la Patagonia, debido a la privatización de la empresa. En abril de 1997, fue declarado Bien de interés histórico y cultural, mediante la Ley N° 24.799.
El Museo, en los últimos años, pasó a depender de la Secretaría de Ciencia y Técnica de la Universidad Nacional de la Patagonia San Juan Bosco. Sus instalaciones suelen ser empleadas para eventos culturales como recitales.

## Exposiciones
El museo posee una superficie de 10.000 m², donde se exhibe un parque de máquinas de 9.512 m² y el edificio principal que posee 488 m². Entre la maquinaria que se muestra también hay piezas correspondientes a la explotación de YPF con trenes Decauville, ramal ferroviario subsidiario del desaparecido Ferrocarril de Comodoro Rivadavia.
Se exhiben en su interior los procesos de formación de hidrocarburos, las etapas de exploración, perforación y extracción de petróleo, aspectos históricos, entre otros. En sus jardines, cuenta con valiosas piezas, tales como maquinarias, equipo y herramientas, de principios del siglo XX.
Por último, alberga una valiosa biblioteca y archivo histórico donde se conservan documentos de la Dirección General de Explotación de Petróleo desde 1913, memorias de gestión del General Enrique Mosconi, telegramas originales, mapas de exploración y una colección documental única que abarca más de un siglo.

## Galería
|                                              |
| Primer pozo petrolero de Comodoro Rivadavia. |

|                                                                                                  |
| Torre que se usó en el primer pozo petrolero de Argentina que marcó la fundación de Kilómetro 3. |

|                                                                        |
| Grúa ferroviaria que realizaba trabajos en el puerto de Caleta Córdova |

|  |
|  |

|                                                                        |
| Antiguo remolcador de barcos utilizado en el puerto de Caleta Córdova. |

|                                                                                        |
| Monumento al Primer pozo petrolero de Argentina que marcó la fundación de Kilómetro 3. |

|                                                       |
| Cartel de entrada al museo sobre una torre petrolera. |

|                                                                                   |
| Antiguo tren carguero que utilizó YPF en su explotación. También llevó pasajeros. |

|                                                         |
| Tren carguero de YPF recorriendo el barrio Kilómetro 3. |

| |
| Tronco petrificado en el museo del Petróleo. Fósiles como estos son usados en diferentes instituciones de Sarmiento y Comodoro Rivadavia para adornar. |

| |
| La función que cumplía este tipo de vehículos, modelo 1920, era para transporte de personal jerárquico y documentación técnica de pozos. |